# John Kosamu
John Kosamu (Lusaka, 6 de enero de 2001) es un futbolista zambiano que juega en la demarcación de centrocampista para el Zanaco FC de la Primera División de Zambia.

## Selección nacional
Tras jugar en las categorías inferiores de la selección, finalmente hizo su debut con la selección de fútbol de Zambia el 12 de junio de 2023 en un encuentro amistoso contra Kuwait que finalizó con un resultado de 3-0 a favor del combinado kuwaití tras los goles de Khalid Hajeyah y un doblete de Shabaib Al-Khaldi.

## Clubes
| Club               | País   | Año       | Partidos | Goles |
| ------------------ | ------ | --------- | -------- | ----- |
| Green Buffaloes FC | Zambia | 2019-2024 | 52       | 8     |
| Zanaco FC          | Zambia | 2024-     | 6        | 0     |